# Gregorio Esteban

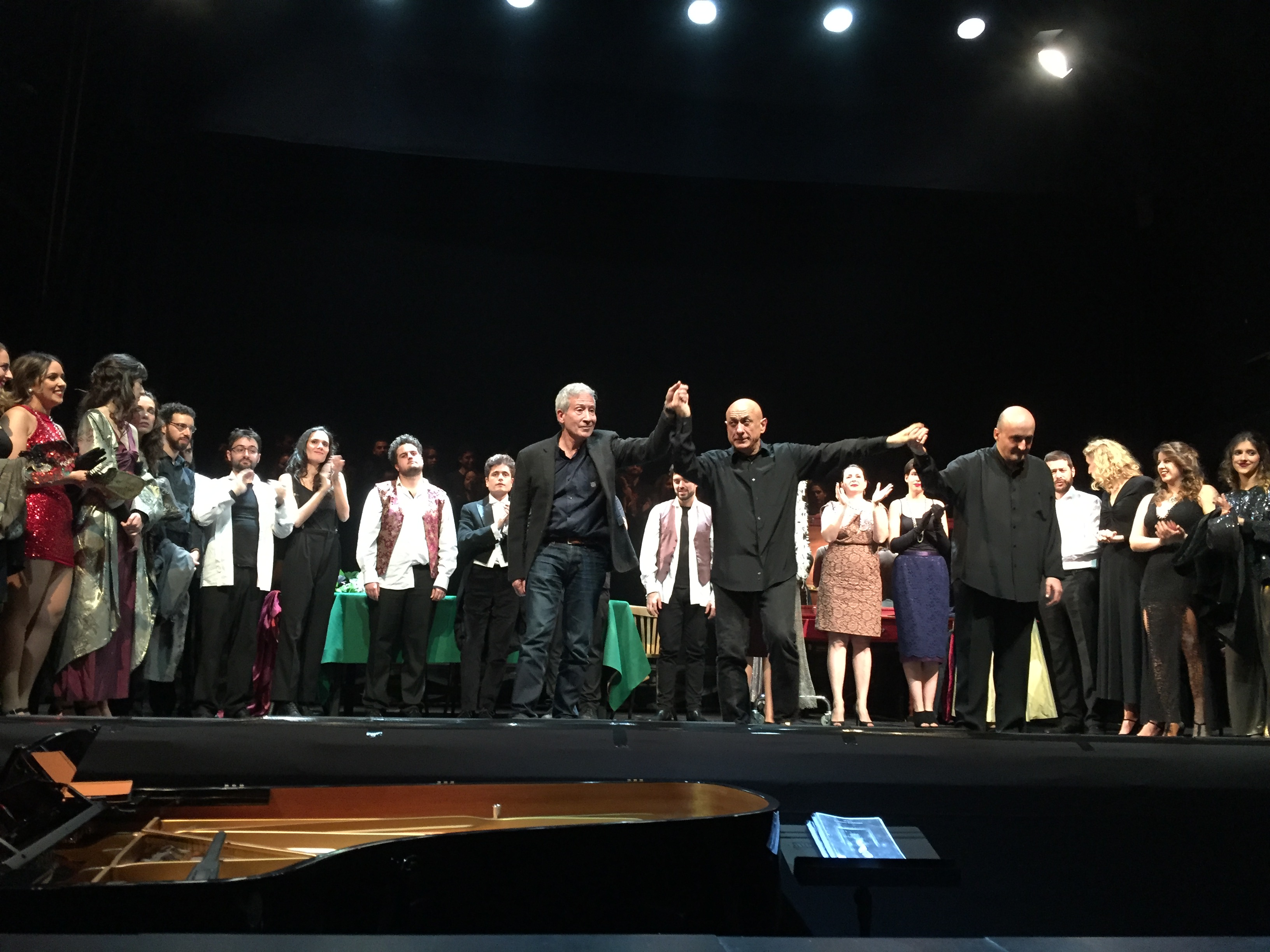
Saludando (1º izq) en el estreno de la ópera "Los cuentos de Hoffmann" de Offenbach. En la Escuela Superior de Canto de Madrid el año 2019.

Gregorio Esteban Borrajo (Madrid 27 de octubre de 1949)  arquitecto, escenógrafo y director de escena español. Profesor de Escena en la Escuela Superior de Canto de Madrid hasta el año 2020.

## Trayectoria profesional
Se graduó como arquitecto en la Escuela Técnica Superior de Arquitectura de Madrid (ETSAM) en la Universidad Complutense de Madrid en el año 1977.
Gran amante de la ópera, simultaneó sus estudios de arquitectura  con la realización de escenografías y vestuario, así como ayudantías con diferentes directores de escena en España (entre ellos José Luis Alonso), Alemania e Italia. Realizó diseño gráfico, de exposiciones, catálogos y  programas de ópera y teatro.                      
Como director de escena es el responsable de la dramaturgia en las óperas que desarrolla, además de la escenografía y vestuario,  y en algunos casos la coescritura del libreto cuando se trata del estreno de óperas contemporáneas.     
Paralelamente ejerció la docencia como profesor de Escena en la Escuela Superior de Canto de Madrid en el año 1979, en cuyo centro, realizó con continuidad un extenso repertorio  de puestas en escena con los alumnos  de obras clásicas y contemporáneas. Numerosos de estos alumnos  ejercen sus carreras profesionales, dentro y fuera de España, contribuyendo a  la base de la que se nutre el tejido de teatros musicales y de ópera  tanto nacionales como europeos.     

## Escenografías y dirección de escena
Algunos ejemplos de las escenografías creadas por Gregorio Esteban.
Con el director José Luis Alonso, además de colaborar en la Escuela Superior de Canto de Madrid, realizó en el año  1978, para  el Festival de Teatro Clásico de Almagro, la escenografía de la obra "El despertar a quien duerme" de Lope de Vega en versión de Rafael Alberti.
Entre el año 1979 y 1981, realiza para el festival de Bayreuth de la juventud, las escenografías,  de las óperas "Die Opernprobe" del compositor alemán Albert Lortzing y "El Retablo de Maese Pedro" de Manuel de Falla, con dirección de escena de Heinz Balthes y en el año 1980 ya en España la escenografía y vestuario para la ópera Dido y Eneas de Purcell en el teatro de la Zarzuela de Madrid.
También de esos años  (1981) y para el mismo teatro son, La Serva Padrona de Pergolesi, El secreto de Susana de Wolf-Ferrari y El teléfono de Menotti con la dirección de José Luis Alonso, en el teatro de la Zarzuela de Madrid.
Su colaboración con el director de escena José Luis Alonso culmina en 1983 con la escenografía y vestuario para la obra Tres sombreros de copa de Miguel Miura, en el Teatro María Guerrero. Un año más tarde, en 1984, realiza la escenografía de La Ronda de Arthur Schnitzler dirigida por José María Morera en el Teatro Bellas Artes de Madrid.
Para el Centro Nacional de Nuevas Tendencias Escénicas,  en la Sala Olimpia de Madrid y del año 1986, es la escenografía de la obra de teatro  Negro seco de Marisa Ares y dirección de Guillermo Heras.
Aparte de las numerosas colaboraciones en la Escuela Superior de Canto, con el director Horacio Rodríguez Aragón realiza en el año 1987  la escenografía de la ópera "Viva la mamma" que con el título "¡Viva la ópera!" se estrenó en el Teatro Albéniz de Madrid, inaugurando su vuelta a la programación teatral  después de una larga etapa como cine. Y en el año 1995 Madame Butterfly en la que Esteban realizó el vestuario y escenografía también con dirección de Horacio Rodríguez Aragón en el Teatro de la Zarzuela de Madrid
Desde el año 1995, es responsable de la dramaturgia, puesta en escena, escenografía y vestuario de todos sus trabajos.
La ópera de pequeño formato titulada "Escenas de la vida cotidiana" formó parte de la programación del Festival de Otoño de Madrid, con música de la compositora contemporánea Marisa Manchado, el libreto de Gregorio Esteban y Elena Montaña, y montaje audiovisual de Marisa González estrenada en el Teatro de la Abadía de Madrid en el año 1997.
Participó en el año 2002 en el Festival de Música Contemporánea de Alicante, en el Teatro Principal de esta ciudad,  se representó La profesión, con música de Enrique Igoa y libreto de Elena Montaña y Gregorio Esteban. La dirección escénica corrió a cargo de Gregorio Esteban.
La XXIII Temporada Lírica del Teatro Cervantes de Málaga el año 2011 presentó la ópera Acis y Galatea de Händel; obra representativa del barroco inglés, en dicha ópera Esteban realizó la puesta en escena, vestuario y escenografía.
En 2012  llevó a cabo la dirección de escena de la ópera Don Quintín el amargao, representada en la Escuela Superior de Canto de Madrid con la colaboración del Máster Internacional de Escenografía de la Facultad de Bellas Artes de la Universidad Complutense de Madrid y la Fundación Jacinto e Inocencio Guerrero.
En la Escuela Superior de Canto de Madrid realizó la producción Amadís y Don Quijote, a partir de la ópera Amadigi de Händel en el año 2016.